# Howard Goodall

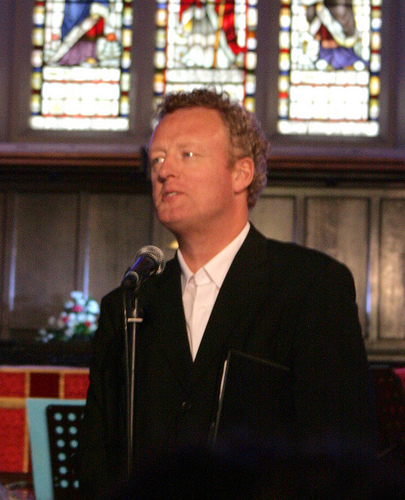
Howard Goodall

Howard Goodall (Bromley (Groot-Londen), 26 mei 1958) is een Britse componist van musicals, koormuziek en muziek voor televisie. Ook presenteert hij een muziekprogramma op televisie. Goodall genoot zijn muziekopleiding aan de Universiteit van Oxford.

## Composities

### Musicals
Goodall heeft de muziek voor verschillende musicals geschreven. Voor The Hired Man (1984), gebaseerd op de roman van Melvyn Bragg, won hij een Ivor Novello Award. Andere musicals die hij geschreven heeft zijn Girlfriends (1986), Days of Hope (1991), Silas Marner (1993), The Kissing-Dance (1999), The Dreaming (2001), A Winter's Tale (2005) en Two Cities (2006).

### Televisie
In Nederland is Goodall meer bekend van de muziek die hij schreef voor televisieprogramma's. Vooral de herkenningsmelodieën van de series Blackadder en Mr. Bean, beiden met Rowan Atkinson die hij kent van zijn tijd aan de universiteit, zijn bekend. Ook componeerde hij de muziek voor Red Dwarf, The Thin Blue Line, The Vicar of Dibley en QI. In dit laatste programma deed hij ook enkele malen mee als teamlid.

### Koormuziek
Hoewel hij vooral bekend is van zijn televisiewerk, heeft hij ook veel koormuziek geschreven, zoals In Memoriam Anne Frank (2001), O Lord God of Time and Eternity (2003) en muziek voor Psalm 23. Voor de opening van het orgel in de Royal Albert Hall schreef hij het stuk Jason and the Argonauts (2004).
In 2005 schreef hij voor de  schola Cantorum te 's - Hertogenbosch Ecce Mater Tua.

## Presentatie
Goodall presenteerde voor de BBC de programma's Choir of the Year, Chorister of the Year en Young Musician of the Year, maar ook zes programma's over muziekgeschiedenis voor Channel 4:
- Howard Goodall's Organworks (1996) — geschiedenis van de orgelmuziek
- Howard Goodall's Choirworks (1998) — geschiedenis van de koormuziek
- Howard Goodall's Big Bangs (2000) — belangrijke gebeurtenissen in de muziekgeschiedenis (ook verschenen als boek)
- Howard Goodall's Great Dates (2002) — belangrijke data in de muziekgeschiedenis
- Howard Goodall's 20th Century Greats (2004) — een vergelijking tussen klassieke en populaire muziek van de twintigste eeuw
- Howard Goodall's How Music Works (2006) — analyse van de fundamentele componenten van de muziek zelf